# Buturlinovskij rajon
Il Buturlinovskij rajon (in russo Бутурлиновский район?) è un rajon dell'Oblast' di Voronež, in Russia; il capoluogo è Buturlinovka. Istituito nel 1928, ricopre una superficie di 1.810 km².